# Arsenal-Delanne 10
Le Arsenal-Delanne 10 était un prototype d’avion militaire de la Seconde Guerre mondiale français. Conçu comme chasseur biplace expérimental, d’où son sigle (C.2), il fut dessiné par le bureau d'études du constructeur aéronautique privé Maurice Delanne et construit entre 1940 et 1941 par l’Arsenal de l'aéronautique appartenant à l’État. Il possédait des ailes en tandem.

## Conception
De 1936 à 1939, le bureau d'études des avions Maurice Delanne fut dirigé par l’ingénieur Raymond Jarlaud. Il y créa plusieurs modèles d'avions :
- le Delanne 10 C2 (avion de chasse biplace) ;
- le Delanne 20-T (avion expérimental monoplace) ;
- le Delanne 30 P2 (planeur biplace) ;
- le Delanne 60-E.1, planeur d'entraînement monoplace[1]

La formule de l'avion Delanne fit l'objet, durant l'Entre-deux-guerres, de quelques réalisations. En 1937 un premier appareil fut construit : le Delanne 20-T. Il ne connut qu'une courte carrière, interrompue par l'accident survenu à Giremoutiers (Seine-et-Marne) le 10 août 1938 qui coûta la vie au célèbre aviateur, le comte Guy de Chateaubrun. Un second appareil, identique, fut mis au point avec succès par l'ingénieur Fernand Lasne. En parallèle, un planeur avait été également construit selon la formule, pour en vérifier le comportement en vol.
Le Delanne 10 présentait des caractéristiques aérodynamiques intéressantes. C’était un biplan avec une double voilure en tandem, décalée le long du fuselage, contrairement à tout ce qui se faisait à l'époque. L’habitacle était complètement rejeté à l'arrière du fuselage. Avion de chasse biplace, il disposait d'un armement offensif « classique », fixe, tirant vers l’avant et actionné par le pilote (un canon de 20 mm dans la casserole d’hélice et deux mitrailleuses de 7,5 mm dans les ailes), mais aussi d’un armement défensif (deux mitrailleuses de 7,5 mm) dans une tourelle arrière qui battait la totalité du secteur postérieur, sans que le mitrailleur soit gêné par l’empennage puisque les dérives étaient montées à l’extrémité des ailes arrière.

## Engagements
En définitive, le Service technique de l'aéronautique passa commande d'un véritable chasseur équipé d'un moteur Hispano-Suiza de 1 000 ch. L'appareil fut réalisé par l'Arsenal de l'aéronautique, ce qui explique la dénomination de l'appareil : Arsenal-Delanne. L'avion était presque terminé et se trouvait à Villacoublay lors du déclenchement de l'offensive allemande de mai 1940. Le prototype fut saisi par les Allemands, qui manifestèrent un certain intérêt pour la formule. Il fut envoyé à l’annexe du Centre d'essais du matériel aérien (CEMA) à Orléans pour y effectuer son premier vol en octobre 1941. À l’issue de ces essais en vol, le prototype fut convoyé en Allemagne et testé au centre de recherche du Deutsche Forschungsanstalt für Segelflug (DFS) à Ainring en Bavière. On ignore ce qu'il devint après.

### Aéronefs comparables
- Langley Aerodrome (en)
- Handley Page Manx
- Gotha Go 147